# Neoclassicismo no século XX (música)
O neoclassicismo é uma corrente da música contemporânea dos séculos XX e XXI que se manifestou especialmente no período entre guerras, nas décadas de 1920 e 1940. Suas características são um retorno a pequenos grupos instrumentais (de câmara) em vez da grande orquestra; uso da técnica do concerto grosso; ênfase nas qualidades contrapontísticas; e evitação da expressão "emocional" típica do romantismo que permaneceu por muitos anos.
Após a Primeira Guerra Mundial vários compositores (como Ígor Stravinski e Paul Hindemith) realizaram composições onde se notava uma volta aos cânones do classicismo da Primeira Escola de Viena (de Haydn e Mozart) e do barroco, especialmente Johann Sebastian Bach, ainda que com uma harmonia bem mais dissonante e rítmicas irregulares. Esse movimento ou tipo de música denominou-se "neoclassicismo".

## História
Considera-se, geralmente, que o neoclassicismo se inicia com a obra Pulcinella (com referências a Pergolesi, 1920), e obras sucessivas, como no Concerto para piano e instrumentos de sopro (com referências a Bach, Händel e Scarlatti, 1924), a Sonata para piano (com referências a Bach, 1924), a Serenata na para piano (com referências que vão desde Scarlatti a Debussy, 1925), o Capriccio per piano e orchestra (com referências a Weber, 1929), o Concerto Dumbarton Oaks (com referências a Bach, 1938), The Rake's Progress (com referências a Mozart, 1951), Perséphone (com referências a Gluck, 1934), O beijo do hada (com referências a Tchaikovski, 1928), Oedipus Rex (com referências que vão desde Händel a Verdi, 1927), Apollon (com referências a Lully, 1928), Jeu de Cartes (com referências a Rossini, 1937) e que encerrará com os Requiem Canticles, obra em que as referências são ao próprio dodecafonismo, e que muitos consideram puramente como tal.
Muitos músicos nesses anos escreveram obras que poderiam ser consideradas pertencentes a essa tendência. Prokofiev, por exemplo, em 1918 já tinha composto um antecedente claro, a Sinfonia Clássica. Ravel assina obras de difícil atribuição estilística, sempre entre o impressionismo e o neoclassicismo; sua vinculação não obstante com esta última estética é especialmente expressa em "Le Tombeau de Couperin", "Valsas nobres e sentimentais", La Valse e seus 2 concertos para piano.
Na França, nesses anos, o Grupo dos Seis está em actividade  e três de seus integrantes, Francis Poulenc, Arthur Honegger e Darius Milhaud, pode-se considerar que compõem obras neoclássicas. Também o fazem Henri Sauguet e Charles Koechlin. O neoclassicismo gozaria de uma ampla presença na Itália, onde encontramos Alfredo Casella, Gian Francesco Malipiero, Ildebrando Pizzetti ou Giorgio Federico Ghedini.
Na Espanha, as obras mais características desta tendência serão de Manuel de Falla: O retablo de maese Pedro e o Concierto para clave y cinco instrumentos. Depois, a geração de 1927 o seguirá. Ernesto Halffter com a Sinfonietta (1927), seu irmão Rodolfo, com o ballet Dom Lindo de Almeria e as Sonatas do Escorial, e Gustavo Pittaluga e Salvador Bacarisse.
No Brasil, um caso exemplar é Heitor Villa-Lobos, que compôs, entre 1931 e 1945, a série de nove Bachianas Brasileiras, não apenas dentro do espírito de Bach, mas também com citações à obra do compositor alemão.
Outro compositor tradicionalmente considerado neoclássico é Hindemith, que se fixa ao inicialmente, sobretudo, no barroco. Obras suas como Das Marienleben ou a série dos Kammermusik vão evoluindo até sua obra mestre Matías o pintor.

## Análise musicológica
Segundo a musicologia atual, o termo "música clássica" refere-se unicamente à música do classicismo (1750-1803 aprox.), inspirada nos cânones estéticos greco-romanos de equilíbrio na forma e moderação na dinâmica e na harmonia...
Comumente, chama-se "música clássica" ao tipo de música que se contrapõe à música popular e à folclórica. Isto pode ser comprovado nos meios de comunicação, nas revistas de divulgação musical e nos encartes que acompanham os CDs de música acadêmica. Para definir esse tipo de música que se relaciona com os estudos em conservatorios e universidades, os musicólogos preferem o termo "música acadêmica".
Como os antigos gregos e romanos não puderam inventar maneiras de conservar a música (mediante suportes gráficos como partituras ou suportes sonoros como gravadores), o neoclassicismo dos séculos XVIII e XIX como ressurgimento das artes clássicas greco-romanas (arquitectura, escultura, pintura) não atingiu a música. De qualquer forma, os músicos de fins do século XVIII, influenciados, sem dúvida, pela arte e ideologia da época, trataram de gerar um estilo de música inspirado nos cânones estéticos greco-romanos:
- notável domínio da forma;
- moderação no uso de dispositivos técnicos (no barroco, o contraponto e a harmonia alcançaram um ponto que o público considerava extravagante);
- reserva extrema na expressão emocional.

## Outros compositores neoclássicos
Alguns compositores a seguir podem ter apenas música escrita num estilo neoclássico durante uma parte de suas carreiras.
- Arthur Berger
- Carlos Chávez [1]
- Salvador Contreras
- Pierre Gabaye
- Harald Genzmer
- Giorgio Federico Ghedini
- Vagn Holmboe
- Stefan Kisielewski
- Iša Krejčí
- Ernst Krenek
- Marcel Mihalovici
- Giorgio Pacchioni
- Goffredo Petrassi (1904–2003)
- Gabriel Pierné ([2]; [3]; [4])
- Maurice Ravel
- Knudåge Riisager
- Albert Roussel
- Harold Shapero
- Alexandre Tansman
- Michael Tippett
- Dag Wirén